# Давід Роча
Давід Роча (ісп. David Rocha, нар. 7 лютого 1985, Касерес) — іспанський футболіст, що грав на позиції півзахисника.

## Ігрова кар'єра
Народився 7 лютого 1985 року в місті Касерес. Вихованець футбольної школи місцевого клубу «Касереньйо». Дорослу футбольну кар'єру розпочав 2003 року в основній команді того ж клубу, в якій провів два сезони на рівні Сегунди Б.
Згодом продовжував грати у третьому іспанському дивізіоні, захищаючи кольори команд «Вільярреал Б», «Картахена»,  «Касереньйо» та «Альбасете».
2013 року приєднався до лав «Хімнастіка» (Таррагона). За два роки допоміг команді здобути підвищення в класі і в сезоні 2015/16 дебютував в іграх Сегунди, другого дивізіону.
Частину 2016 року провів у США, де відіграв в декілької іграх за «Х'юстон Динамо», після чого повернувся на батьківщину, де продовжив грати на рівні Сегунди за «Реал Ов'єдо». Згодом до кінця 2010-х на тому ж рівні виступав за «Хімнастік», «Альмерію» та «Екстремадуру».
Завершував ігрову кар'єру у третьоліговій «Мериді» протягом 2020—2022 років.